# Вјаземски рејон (Смоленска област)
Вјаземски рејон (рус. Вяземский район) административно-територијална је јединица другог нивоа и општински рејон у источном делу Смоленске области, у европском делу Руске Федерације.
Административни центар рејона налази се у граду Вјазма. Према проценама националне статистичке службе, на подручју рејона је 2014. живело 78.075 становника или у просеку 26,3 ст/км².

## Географија
Вјаземски рејон обухвата територију површине 3.352,66 км² и највећи је по површини међу рејонима Смоленске области. На северу се граничи са Новодугиншким рејоном, на североистоку са Гагарински, а на истоку са Тјомкиншким рејоном. На југу је Угрански, на северозападу и западу су Дорогобушки, Холм Жирковски и Сафоновски рејони.
Готово целокупна територија овог рејона лежи на подручју моренског Вјаземског побрђа које представља најисточнији огранак знатно пространијег Смоленског побрђа. Уједно то је и највиши део целе Смоленске области са максималном надморском висином од 319 метара (на северозападу рејона). На овом подручју налази се и развође између река које припадају сливовима Дњепра и Волге. Најважнији водотоци су реке Вјазма, Осма и Жижала, док је најкрупније језеро Семљовско.
Земљиште је углавном подзоластог типа. Под шумама је око 47% површина. Постоје и знатнија лежишта лигнита код села Мармонова.

## Историја
Претеча садашњег рејона био је Вјаземски округ Смоленске губерније који је основан 1708. године. Привремено је био расформиран 1713, а поново успостављен 1726. године. У садашњем организационо-територијалном облику успостављен је 1929. и у његов састав су поред територије истоименог округа укључени и делови територије Јухновског округа.

## Демографија и административна подела
Према подацима пописа становништва из 2010. на територији рејона је живело укупно 80.438 становника, а око 40% популације је живело у административном центру. Према процени из 2014. у рејону је живело 78.075 становника, или у просеку 26,3 ст/км².
| 1959. | 1979.  | 1989.  | 2002.  | 2010.  | 2014.   |
| ----- | ------ | ------ | ------ | ------ | ------- |
| ---   | 80.600 | 84.100 | 81.305 | 80.438 | 78.075* |

Напомена: према процени националне статистичке службе.
На територији рејона постоји укупно 346 сеоских и једно градско насеље, подељених на 22 сеоске и једну градску општину. Административни центар рејона је град Вјазма у којем живи око 60.000 становника или око 75% укупне рејонске популације.

## Привреда и саобраћај
Најважнији извор прихода је пољопривредна производња, односно говедарство и узгој кромпира и житарица.
Вјаземски рејон је веома важно саобраћајно чвориште у источном делу области. Најзначајнији друмски правац који пролази преко његове територије је аутопут М1 «Беларусь» који повезује Москву са Минском и Варшавом (пресеца рејонску територију од истока ка западу), магистрални друмови Р132 Вјазма—Калуга—Тула—Рјазањ (од севера ка југу) и Р134. Најважнији железнички правци су Москва-Смоленск и Вјазма-Калуга.

## Музеј Хмелита
У селу Хмелита на око 37 километара северозападно од Вјазме и 260 км југозападно од Москве налази се имање руске племићке породице Грибоједови, које се данас налази на списку културних добара од националног значаја за Руску Федерацију.
Имање обухвата површину од 24.633 хектара, а главна грађевина саграђена је током XVIII века у стилу руског барока. У оквиру имања постоји и црква саграђена 1759. године. У другој половини XIX века имање је опљачкано и запуштено, а обновио га је 1894. гроф Пјотр Гејден који је поред обимних рестаураторских радова у главну зграду преместио и богату колекцију од 130 слика свог оца, у којој су између осталих била дела Ренија, Менгса и Камиј Короа. Након Октобарске револуције целокупна колекција је национализована и пресељена у Москву.
Током периода совјетске владавине имање је у потпуности уништено и препуштено зубу времена. Две помоћне зграде су срушене до темеља, а цигле из њихових зидова кориштене су за градњу индустријских постројења. Звоник казањске цркве је урушен, а грађевина претворена у сеоску задругу. Велики пожар из 1954. додатно је уништио летњиковац коме је изгорео кров.
До прве велике рестаурације долази 1967, а радове на обнови предводио је рестауратор Пјотр Барановски. Године 1988. цео комплекс је проглашен за локалитет од националног значаја, и претворен у историјско-културни музеј и парк природе посвећен великом руском књижевнику и композитору Александру Грибоједову. У границама комплекса налази се и имање Городок где је рођен адмирал Павел Нахимов, као и остаци црквишта у којем је крштен.